# اللدان
نهر اللدان، هو أحد روافد نهر الأردن. تنبع مياه نهر اللدان من عدة ينابيع تظهر في قرية تل القاضي نتيجة للصدوع الجيولوجية تحت الأرض. يتحد نهر اللدان مع نهر الحاصباني في شمال فلسطين ليشكلا معًا نهر الأردن.
سُمي النهر نسبة إلى مدينة دان الإسرائيلية (تل القاضي)، التي استولى عليها سبط دان خلال فترة سفر القضاة. كان اسم المدينة حينها لاش وكانت تحت سيطرة الكنعانيين قبل أن يحتلها سبط دان ويعيد تسميتها.
رغم أن طول نهر اللدان يبلغ حوالي 20 كيلومترًا فقط (12 ميلاً)، إلا أنه يوفر تدفقًا مائيًا يصل إلى 238 مليون متر مكعب سنويًا إلى وادي الحولة. أثارت هذه المياه في عام 1966 نزاعًا بين مخططي الموارد المائية في إسرائيل ودعاة الحفاظ على البيئة. انتهى النزاع بعد ثلاث سنوات من المرافعات القضائية لصالح دعاة الحفاظ على البيئة، مما أدى إلى إنشاء مشروع حماية بيئية بمساحة تقارب 120 فدانًا (0.49 كيلومتر مربع) عند منبع النهر، أُطلق عليه محمية تل دان الطبيعية.